# Cupropolibasita
La cupropolibasita és un mineral de la classe dels sulfurs, que pertany al grup de la pearceïta-polibasita. Rep el nom de la polibasita i el seu contingut en coure.

## Característiques
La cupropolibasita és una sulfosal de fórmula química [Cu₆Sb₂S₇][Ag9CuS₄]. Va ser aprovada com a espècie vàlida per l'Associació Mineralògica Internacional l'any 2008. Cristal·litza en el sistema trigonal. La seva duresa a l'escala de Mohs es troba entre 3 i 3,5. És un membre rar del grup pearceïta-polibasita.
Segons la classificació de Nickel-Strunz, la cupropolibasita pertany a «02.G - Nesosulfarsenits, etc. amb S addicional» juntament amb els següents minerals: argentotennantita, freibergita, giraudita, goldfieldita, hakita, tennantita, tetraedrita, selenoestefanita, estefanita, pearceïta, polibasita, selenopolibasita, cupropearceïta i galkhaïta.
L'exemplar que va servir per a determinar l'espècie, el que es coneix com a material tipus, es troba conservat a la col·lecció mineralògica del Museu Reial d'Ontario, dins el departament d'història natural, amb el número d'exemplar m12128.

## Formació i jaciments
Va ser descoberta a la mina Silbak Premier, a la localitat canadenca de Stewart, a la Colúmbia Britànica. Posteriorment també ha estat descrita a la mina Alexander, a Vrančice (República Txeca); a la prospecció de Baturappe, a Gowa (Indonèsia); a la mina Tsumeb, a Tsumeb (Namíbia); i a Six-Blanc, a Bruson (Suïssa).